# Benjamín Torres
Benjamín Torres (1969) es un artista contemporáneo mexicano, se formó en la Escuela Nacional de Artes Plásticas de la UNAM y en The Art Student´s League of New York, donde tomó lecciones de dibujo. 
Comenzando en el campo de la escultura y posteriormente dirigiendo su trabajo hacia la construcción de imágenes mediante la apropiación de elementos de materiales impresos y su reconfiguración a través de la apropiación, del collage, el décollage y la impresión digital, entre otras técnicas. En sus obras Benjamín Torres realiza un proceso de deconstrucción y construcción material y conceptual. 

## Descripción de su obra
La obra de Benjamín Torres mantiene una fuerte relación con el diseño, pues su trabajo plantea reapropiaciones de los ejercicios creativos instaurados por el arte pop de la década de los sesenta. A partir de estrategias de apropiación, parodia, décollage, collage y vaciado, subraya las cualidades formales de los diseños de objetos cotidianos. 
De la misma forma, en varias de sus obras es recurrente la reflexión sobre la importancia de la imagen en la sociedad contemporánea y cómo su presencia constante y recurrente construye imaginarios, diálogos y relaciones de conocimiento que sustituyen al objeto real por la representación.

## Exposiciones
La obra de Torres ha sido expuesta individualmente en espacios como La Caja Negra y Studio Banana en Madrid; Galería Art & Idea en Nueva York; Galería Hilario Galguera, Ex Teresa Arte Actual, Museo Nacional de San Carlos y en Casa Vecina en México, D.F. De la misma forma ha participado en exposiciones colectivas en Madrid, Londres, Leipzig, Basilea, Berlín, Nueva York, San Antonio, Toronto, y alrededor de la República Mexicana. La obra de Torres se encuentra en colecciones importantes como la Fundación RAC en Pontevedra, España, el Nassau County Museum of Art en Nueva York y el Museo Nacional de San Carlos en la Ciudad de México. Ha recibido el apoyo del Programa de Fomento a Proyectos y Coinversiones Culturales del FONCA en 1999 y la beca de Jóvenes Creadores del FONCA en el 2002.